# Smush Parker
William Henry Parker, detto Smush (New York, 1º giugno 1981), è un ex cestista statunitense.
Il nomignolo di "Smush" era originariamente il soprannome di suo padre.

## Carriera
Partito nel 1999 dal College of Southern Idaho, nel 2000 passò alla Fordham University. Nel 2002 venne preso dai Cleveland Cavaliers, con i quali realizzò una media di 6,2 punti a partita.
In seguito si trasferì all'Aris Salonicco dove vinse la coppa nazionale. Dopo aver giocato nella stagione 2004-05 ai Detroit Pistons e in seguito ai Phoenix Suns con risultati mediocri, Parker si trasferì ai Los Angeles Lakers dove con Phil Jackson allenatore giocò come playmaker e divenne uno dei giocatori più migliorati di quella stagione. Durante le sue due stagioni con i Lakers viaggiava ad una media di circa 12 punti, 2 assist e 2 rimbalzi a partita. Nel luglio del 2007, Smush ha firmato per i Miami Heat, dove è rimasto in ombra nelle prime partite della stagione.
A novembre Smush Parker è stato temporaneamente escluso dalla squadra per motivi disciplinari. Ha quindi dimostrato ancora una volta la sua immaturità e la sua incapacità a far parte di un gruppo vincente.
A marzo 2008, Smush Parker viene svincolato dai Miami Heat. Pochi giorni dopo il suo licenziamento, firma un contratto per i Los Angeles Clippers.
Dopo una parentesi in D-League e due stagioni in Cina e Russia, Smush ha giocato in Grecia prima di approdare in Iran e Venezuela.

## Statistiche

### College
| Anno      | Squadra      | PG | PT | MP   | TC%  | 3P%  | TL%  | RP  | AP  | PRP | SP  | PP   |
| --------- | ------------ | -- | -- | ---- | ---- | ---- | ---- | --- | --- | --- | --- | ---- |
| 2001-2002 | Fordham Rams | 28 | 26 | 35,0 | 43,3 | 32,8 | 73,0 | 4,4 | 4,5 | 2,3 | 0,3 | 16,5 |
| Carriera  | Carriera     | 28 | 26 | 35,0 | 43,3 | 32,8 | 73,0 | 4,4 | 4,5 | 2,3 | 0,3 | 16,5 |

### NBA

#### Regular Season
| Anno      | Squadra             | PG  | PT  | MP   | TC%  | 3P%  | TL%  | RP  | AP  | PRP | SP  | PP   |
| --------- | ------------------- | --- | --- | ---- | ---- | ---- | ---- | --- | --- | --- | --- | ---- |
| 2002-2003 | Cleveland Cavaliers | 66  | 18  | 16,7 | 40,2 | 32,2 | 83,1 | 1,8 | 2,5 | 0,7 | 0,2 | 6,2  |
| 2004-2005 | Detroit Pistons     | 11  | 1   | 10,0 | 39,3 | 22,2 | 69,2 | 0,8 | 1,0 | 0,3 | 0,0 | 3,0  |
| 2004-2005 | Phoenix Suns        | 5   | 0   | 6,8  | 46,7 | 25,0 | -    | 0,6 | 0,8 | 0,4 | 0,0 | 3,0  |
| 2005-2006 | L.A. Lakers         | 82  | 82  | 33,8 | 44,7 | 36,6 | 69,4 | 3,3 | 3,7 | 1,7 | 0,2 | 11,5 |
| 2006-2007 | L.A. Lakers         | 82  | 80  | 30,0 | 43,6 | 36,5 | 64,6 | 2,5 | 2,8 | 1,5 | 0,1 | 11,1 |
| 2007-2008 | Miami Heat          | 9   | 0   | 20,3 | 31,5 | 25,0 | 75,0 | 2,1 | 1,7 | 0,6 | 0,3 | 4,8  |
| 2007-2008 | L.A. Clippers       | 19  | 2   | 21,5 | 36,2 | 22,2 | 66,7 | 1,7 | 3,6 | 1,0 | 0,2 | 6,4  |
| Carriera  | Carriera            | 274 | 183 | 25,8 | 42,6 | 34,5 | 70,8 | 2,4 | 2,9 | 1,2 | 0,2 | 9,0  |

#### Playoffs
| Anno     | Squadra     | PG | PT | MP   | TC%  | 3P%  | TL% | RP  | AP  | PRP | SP  | PP  |
| -------- | ----------- | -- | -- | ---- | ---- | ---- | --- | --- | --- | --- | --- | --- |
| 2006     | L.A. Lakers | 7  | 7  | 36,9 | 33,3 | 15,4 | 100 | 3,0 | 1,6 | 2,1 | 0,1 | 8,9 |
| 2007     | L.A. Lakers | 5  | 0  | 11,8 | 15,4 | 16,7 | 100 | 1,4 | 0,6 | 0,6 | 0,2 | 1,8 |
| Carriera | Carriera    | 12 | 7  | 26,4 | 30,6 | 15,6 | 100 | 2,3 | 1,2 | 1,5 | 0,2 | 5,9 |

## Palmarès

### Squadra
- Coppa di Grecia: 1

Aris Salonicco: 2003-04

### Individuale
- Miglior passatore NBDL (2005)
- Migliore nelle palle rubate NBDL (2005)